# Duc de Polignac

Blason de la famille de Polignac

Le titre de duc de Polignac et pair de France a été conféré par Louis XVI le 20 septembre 1780 à Armand Jules François de Polignac. Ils portaient précédemment le titre de vicomte de Polignac.

## Liste chronologique

### Marquis de Polignac
- ?-? : Louis-Melchior-Armand XX de Polignac[2],[3] 1717-?
- ?-? : Louis-Héracle-Armand XXI de Polignac (1717-1792)[4]

### Ducs de Polignac
1. 1780-1817 : Armand XXII Jules François de Polignac (1746-1817), 1er duc de Polignac.
2. 1817-1847 : Armand XXIII Jules Marie Héraclius de Polignac (1771-1847), 2e duc de Polignac, fils du précédent.
3. 1847-1847 : Jules Auguste Armand XXIV Marie de Polignac (1780-1847), frère du précédent, 3e duc de Polignac (ses descendants portent les titres de princes et princesses de Polignac [titre pontifical]), président du Conseil des ministres français (1829-1830).
4. 1847-1890 : Jules Armand XXV Jean Melchior de Polignac (1817-1890), 4e duc de Polignac, fils  du précédent.
5. 1890-1917 : Armand XXVI Héracle Marie de Polignac (1843-1917), 5e duc de Polignac, fils du précédent.
6. 1917-1961 : Armand XXVII Henri Jules Marie de Polignac (1872-1961), 6e duc de Polignac, fils du précédent.
7. 1961-1999 : Jean-Héracle Armand XXVIII François Emmanuel Marie Joseph de Polignac (1914-1999), 7e duc de Polignac, fils du précédent.
8. depuis 1999 : Charles Armand XXIX Emmanuel Marie Joseph Jules de Polignac (né en 1946), 8e duc de Polignac, fils du précédent.